# Данилин, Михаил Тимофеевич
Михаил Тимофеевич Данилин (22 сентября 1918, Малоярославец, Московская область — 2011) — советский самбист, призёр чемпионата СССР, мастер спорта СССР. Выступал за Ленинградский дом офицеров. Преподаватель ГДОИФК имени Лесгафта. Полковник. Участвовал в Великой Отечественной войне.

## Награды
- Орден Красной Звезды (3 сентября 1944);
- Медаль «За оборону Ленинграда»;
- Медаль «За победу над Германией в Великой Отечественной войне 1941—1945 гг.» (6 ноября 1945);
- Орден Отечественной войны II степени (6 ноября 1985);

## Спортивные результаты
- Чемпионат СССР по самбо 1948 года — ;

## Семья
Брат Виктор (1923—1973) — советский самбист и дзюдоист, чемпион и призёр чемпионатов СССР по самбо, мастер спорта СССР. Победитель Универсиад 1949 и 1951 годов. Участник Великой Отечественной войны.